# Вілья-Клара (футбольний клуб)
Футбольний клуб «Вілья-Клара» або просто Вілья-Клара (ісп. Fútbol Club Villa Clara) — кубинський футбольний клуб з однойменної провінції. Фактично представляє місто Сулуета. Більшість матчів проводить на стадіоні «Сезар Сандіно», запасний стадіон — «Каміло Сьєнфуегос». У кубинській спортивній журналістиці Зулуету називають «столицею кубинського футболу». З 14-ма виграними чемпіонськими титулами «Вілла-Клара» є чинним рекордсменом і, таким чином, найуспішнішою провінцією кубинського футболу.

## Історія
Футбольна команда (збірна) «Вілья-Клара» створена 1978 року для участі в Національному чемпіонаті Куби. У 1980-х роках головним суперником команди став «Пінар-дель-Ріо», саме ці команди у вище вказаний період найчастіше вигравали чемпіонат (5 разів — «Вілья-Клара» та 3 рази — «Пінар-дель-Ріо»).
Згодом це протистояння поступилося місцем суперництву зі столичним клубом «Сьюдад-де-ла-Гавана». Воно набуло ще більшого значення після того, як «Вілья-Клара» програв два фінали чемпіонату вище вказаному (1998 і 2000-01), завдяки чому матчі за участю цих команд стали «класикою» кубинського футболу.
2010-ті роки виявилися особливо прподуктивними для клубу, оскільки клуб виграв три чемпіонських титули поспіль (2011, 2012 та 2013 роках), а в 2016 році завоював четверті золоті нагороди у вище вказаному десятилітті. Однак 2018 рік закінчився невдало, оскільки клуб фінішував останнім у Національному чемпіонаті і вперше в своїй історії опустився до Торнео де Асенсо (еквівалент другого дивізіону національного чемпіонату). Однак завдяки збільшенню кількості команд-учасниць у вищому дивізіоні з 12-ти до 16-ти дозволило «Вілья-Кларі» зберегти своє місц в еліті кубинського футболу

## Досягнення
- Національний чемпіонат Куби з футболу
  -  Чемпіон (14): 1980, 1981, 1982, 1983, 1986, 1992, 1996, 1997, 2002/03, 2004/05, 2010/11, 2011/12, 2013, 2016
  -  Срібний призер (1): 1978/79, 1979, 1985, 1987, 1990/91, 1998, 2000/01, 2003, 2006, 2008/09, 2014

## Відомі гравці
- Єньєр Маркес
- Оделін Моліна
- Сергей Прадо